# Мелцер, Аллан
Аллан Мелцер (англ. Allan H. Meltzer; 6 февраля 1928, Бостон — 8 мая 2017) — американский экономист. Президент общества «Мон Пелерин» (2012—2014).
Бакалавр (1948) университета Дьюка, магистр (1955) и доктор философии (1958, научный руководитель — Карл Бруннер) Калифорнийского университета (кампус в Лос-Анджелесе). Работал в Пенсильванском университете (1956—57), Технологическом институте Карнеги (1957—1969), университете Карнеги—Меллона (с 1969, с 1997 занимал кафедру профессора политической экономии своего имени).
Лауреат премии Адама Смита по двум версиям (1999 и 2003). Ряд статей Мелцера опубликованы в газетах «Лос-Анджелес таймс», «The Wall Street Journal», «Financial Times» и др. Президент Международного атлантического экономического общества (1999-2000).

## Основные произведения
- «Денежная теория Кейнса: другая интерпретация» (Keynes' Monetary Theory: A Different Interpretation, 1988);
- «Деньги, кредит и политика» (Money, Credit and Policy, 1995);
- «Деньги и экономика» (Money and the Economy, 1997; в соавторстве с К. Бруннером).
- A History of the Federal Reserve, Volume 1: 1913–1951  (2001) ISBN 978-0-226-52000-1
- A History of the Federal Reserve, Volume 2, Book 1, 1951–1969 (2009) ISBN 978-0-226-52001-8
- A History of the Federal Reserve, Volume 2, Book 2, 1970–1985 (2009) ISBN 978-0-226-51994-4